# Волобуївка
Волобуї́вка — село в Україні, у Балаклійському районі Харківської області. Населення становить 304 осіб. До 2020 орган місцевого самоврядування — Гусарівська сільська рада.

## Географія
Село Волобуївка знаходиться на відстані менше 1 км від сіл Гусарівка і Чепіль. Територією села протікає річка Чепіль.

## Історія
Під час організованого радянською владою Голодомору 1932—1933 років померло щонайменше 343 жителі села.
12 червня 2020 року, відповідно до Розпорядження Кабінету Міністрів України  № 725-р «Про визначення адміністративних центрів та затвердження територій територіальних громад Харківської області», увійшло до складу Балаклійської міської територіальної громади.
19 липня 2020 року, в результаті адміністративно-територіальної реформи та ліквідації Балаклійського району, село увійшло до складу новоутвореного Ізюмського району.